# Nealcidion privatum
Nealcidion privatum är en skalbaggsart som först beskrevs av Francis Polkinghorne Pascoe 1866. Nealcidion privatum ingår i släktet Nealcidion och familjen långhorningar.
Artens utbredningsområde är:
- Costa Rica.
- Guatemala.
- Honduras.
- Nicaragua.
- Panama.
- Venezuela.

Inga underarter finns listade i Catalogue of Life.